# Lijst van beschermd erfgoed in de gemeente Useldange
In deze lijst van beschermd erfgoed in de gemeente Useldange zijn alle geclassificeerde nationale monumenten van de Luxemburgse gemeente Useldange opgenomen.

## Monumenten per plaats

### Everlange
| Object                    | Bouwjaar/architect | Locatie            | Datum beschermd?      | Coördinaten | Afbeelding |
| ------------------------- | ------------------ | ------------------ | --------------------- | ----------- | ---------- |
| Gebouwen                  |                    | 4, rue de Schandel | 29 mei 2009 (MN)      |             |            |
|                           |                    | 3, rue de Schandel | 30 april 2010 (MN)    |             |            |
| Gebouwen kasteelboerderij |                    |                    | 12 november 2010 (MN) |             |            |
| Woonhuis kasteelboerderij |                    |                    | 18 juni 1998 (IS)     |             |            |

### Rippweiler
| Object      | Bouwjaar/architect | Locatie       | Datum beschermd?      | Coördinaten | Afbeelding |
| ----------- | ------------------ | ------------- | --------------------- | ----------- | ---------- |
| Réimervilla |                    | bei der Laach | 11 december 2001 (IS) |             |            |

### Useldange
| Object                       | Bouwjaar/architect | Locatie                                       | Datum beschermd?       | Coördinaten                   | Afbeelding |
| ---------------------------- | ------------------ | --------------------------------------------- | ---------------------- | ----------------------------- | ---------- |
| Klooster                     |                    |                                               | 16 september 1998 (MN) |                               |            |
| Kasteel Useldange            |                    |                                               | 14 november 1980 (MN)  | 49° 46' 5" NB, 5° 58' 49" OL  |            |
| Gebouw en tuin, Maison Faber |                    | 17, rue de la Gare                            | 5 oktober 2001 (MN)    | 49° 46' 11" NB, 5° 59' 10" OL |            |
| kerkhof                      |                    |                                               | 4 april 1934 (IS)      |                               |            |
| Gebouw bij klooster          |                    |                                               | 5 februari 1985 (IS)   |                               |            |
| Eik                          |                    | Hésel, 1km noordelijk van Boevange-sur-Attert | 5 februari 1985 (IS)   |                               |            |

## Bron
- Liste des immeubles et objets classés monuments nationaux ou inscrits à l'inventaire supplémentaire